# Kloster Kilconnell

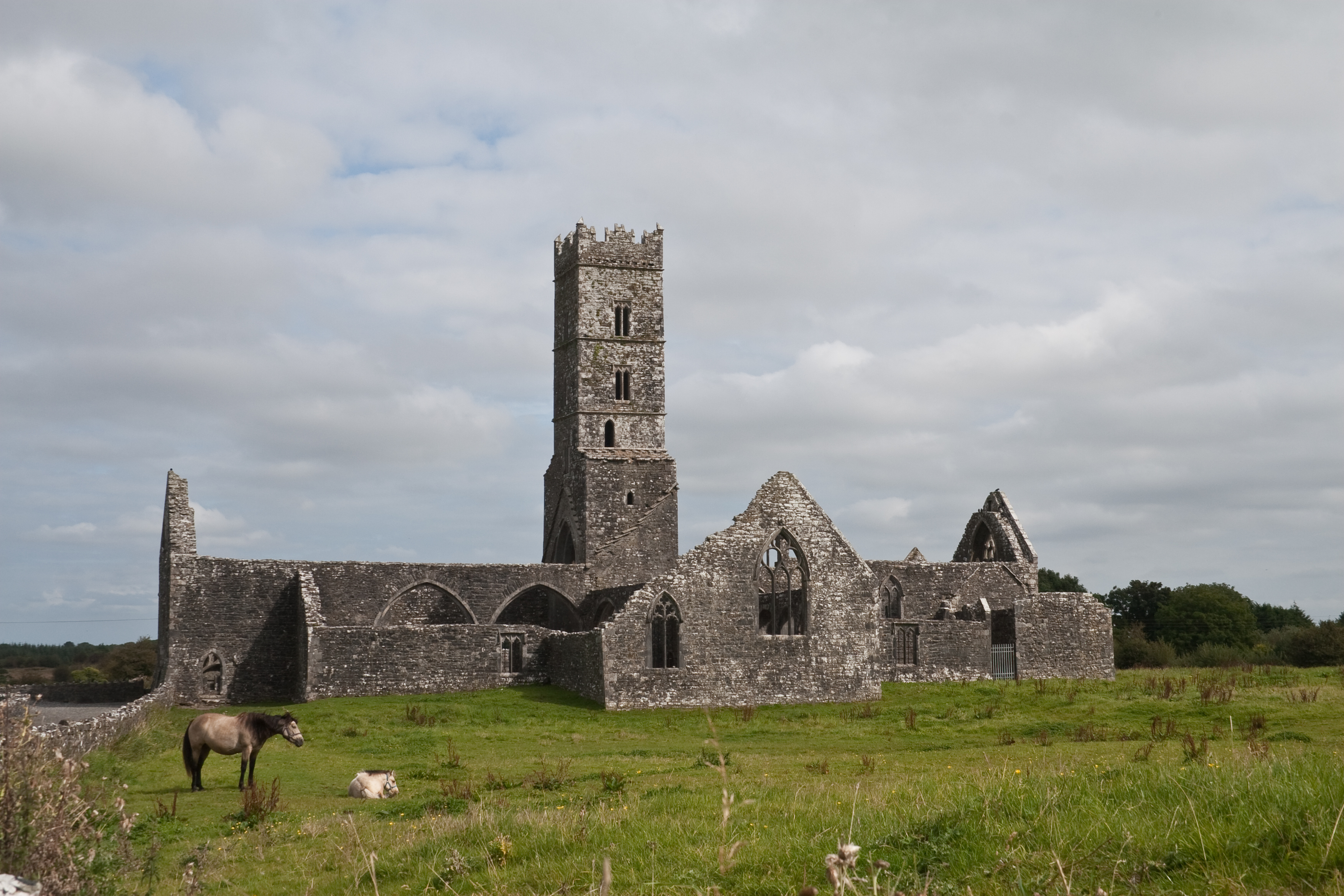
Südansicht des Klosters

Das Kloster Kilconnell (irisch Cill Chonaill, englisch Kilconnell Friary) wurde 1414 von William O’Kelly, Herrscher von Hy-Many, als Haus der Franziskaner in der Diözese Clonfert gegründet. Sein Nachfolger, Malachy O’Kelly († 1464), ließ das Haus reformieren. Auch nach der Reformation blieb das Haus über hundert Jahre weiterhin intakt. Die Anwesenheit von Brüdern ist bis 1709 belegt, die jedoch damals bereits nicht mehr das Kloster bewohnten. Trotz des Verfalls ist die Baustruktur insgesamt noch recht gut erhalten. Hervorzuheben sind die kunstvollen Blendmaßwerke bei den Grabstätten aus dem 15. Jahrhundert.

## Geschichte
Das Kloster wurde in der Nähe eines von St. Conall gegründeten frühchristlichen Klosters errichtet. Dieses Kloster blieb jedoch weitgehend unbedeutend und es sind davon keine sichtbaren Spuren erhalten. Im Jahr 1414 beauftragte der Gegenpapst Johannes XXIII. den Bischof von Clonfert, Thomas O’Kelly, mit der Gründung dreier Häuser für die Franziskaner. Dazu gehörten Meelick und vermutlich auch Kilconnell. Zusammen mit dem 1371 ebenfalls von den Franziskanern übernommenen Kloster Kinalehin bestanden damit drei Franziskanerkloster in der Diözese Clonfert. Die Dominanz der Franziskaner ging so weit, dass mit einer einzigen Ausnahme alle Bischöfe der Diözese von 1405 bis zur Reformation dem Orden angehörten. In der Auseinandersetzung zwischen Konventualen und Observanten der irischen Franziskaner im 15. Jahrhundert kam gelegentlich eine auf dem Kontinent bereits erprobte Taktik zum Einsatz, bei der ein Nachkomme des Gründers dafür gewonnen wurde, die Reform durchzusetzen. Bei Kilconnell gelang dies mit Hilfe des Sohns und Nachfolgers des Gründers, Malachy O’Kelly, der die Reform 1460 mit Hilfe von in das Kloster eingeführten Observanten durchsetzte.
Kilconnell entging der zwangsweisen Auflösung von Klöstern während der Reformation. Dennoch wurde das Kloster mehrfach von englischen Soldaten besetzt, die u. a. auch Gräber aufbrachen, um verwertbare Schätze zu finden. Während dieser Zeiten suchten die Brüder in der Umgebung Zuflucht. Der Provinzial Donagh Mooney besuchte den Konvent mehrfach um 1616 und berichtete von sechs Brüdern. Einige liturgische Gegenstände wurden im Laufe des 17. Jahrhunderts auf den Kontinent gerettet, so befanden sich etwa die Gewänder 1654 in der Gemeinschaft der irischen Franziskaner in Löwen. 1697 verabschiedete das irische Parlament den Bishop's Banishment Act, der alle Bischöfe und Geistlichen zum Verlassen Irlands bis zum 1. Mai 1698 zwang. Die irische Leitung der Observanten gab den Rat, dem Gesetz Folge zu leisten, und organisierte die Aufnahme in neu gegründeten Klöstern auf dem Kontinent. Die verbliebenen Brüder in Kilconnell nahmen das zum Anlass, die Kornvorräte aufzuteilen und die Gemeinschaft aufzulösen. Als Sir Thomas Molyneux 1709 nach Kilconnell kam, erfuhr er, dass es nur noch zwei sehr gebrechliche Brüder gebe, die in einer Hütte in der Nähe des alten Klosters lebten.

## Architektur

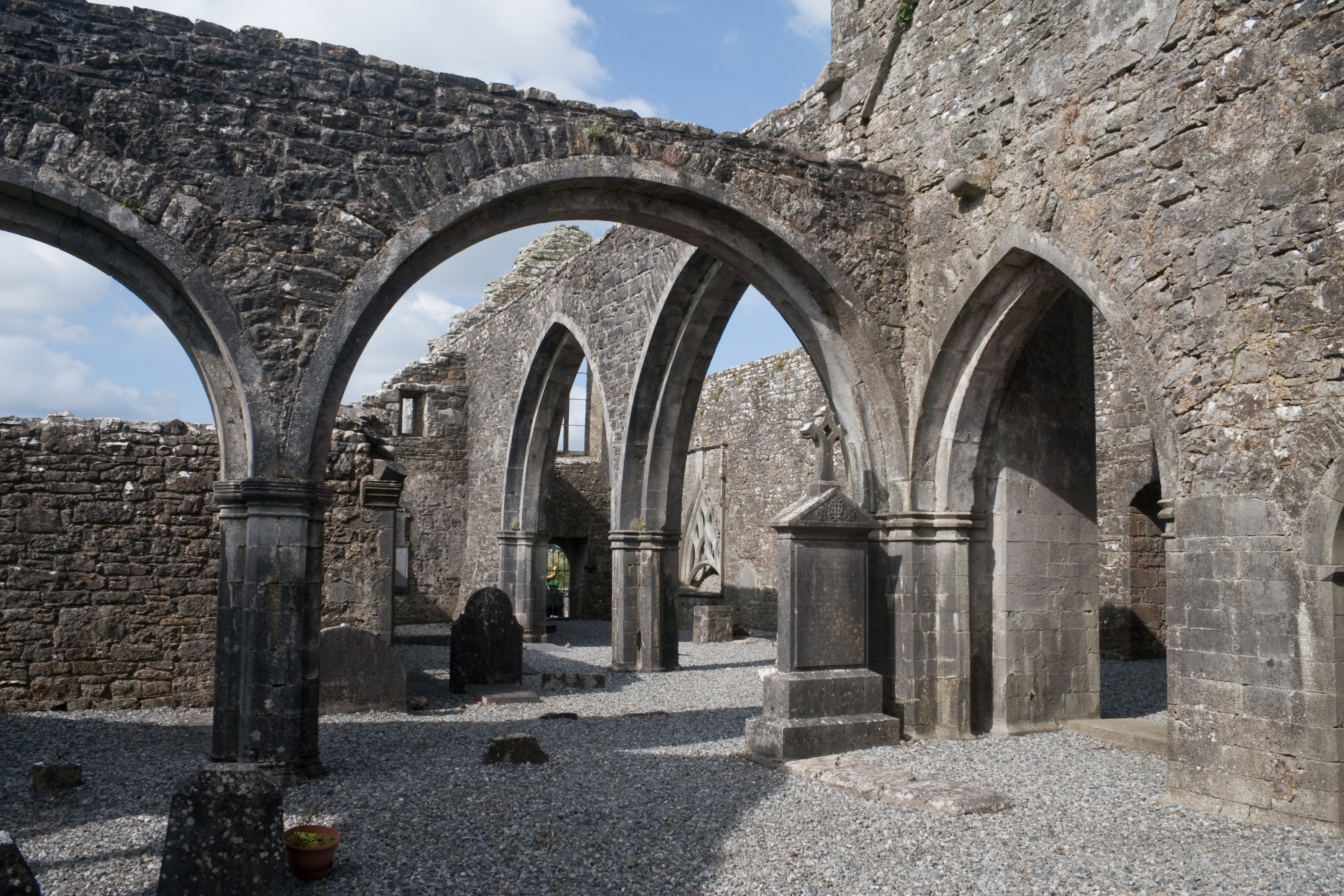
Blick vom südlichen Querschiff in das Hauptschiff

Zusammen mit Claregalway, Multyfarnham und Nenagh gehört Kilconnell zu einer Gruppe von Franziskanerklöstern mit einem vergleichsweise langen Kirchenschiff von 41 m Länge und etwa 7,40 m Breite. Wie in der Mehrheit der ebenfalls im 15. Jahrhundert errichteten Klöster ist der Klostergarten mitsamt den umliegenden Quartieren auf der Nordseite des Kirchenschiffs. Es folgt ansonsten dem üblichen Plan der Franziskaner mit einem im späten 15. Jahrhundert errichteten Turm in der Mitte des Kirchenschiffs, der den Chor abteilt. Zu den weiteren Ausbauten des späten 15. Jahrhunderts gehören auf der Südseite das nicht die volle Länge erreichende Seitenschiff und ein Querschiff mit einer später angebauten, nach Osten herausragenden Seitenkapelle. Das Dormitorium war auf der Ostseite des Klostergartens und unmittelbar nördlich des Chors gab es ein gesondertes zweistöckiges Quartier für den Guardian.
Insgesamt sechs, teilweise äußerst kunstvoll gestaltete gotische Grabstätten befinden sich im Kloster, darunter vier im Chor. Zu den bedeutendsten gehört die Grabstätte aus dem Anfang des 15. Jahrhunderts der Familie der O'Dalys auf der Nordseite des Chors und die nicht zuordenbare Grabstätte nahe am Westende des Kirchenschiffs, die französischen Einflüssen folgte und mit sechs Reliefs mit Heiligenfiguren reich verziert ist.